# Ібенешть (Васлуй)
Ібенешть, Ібенешті (рум. Ibănești) — село у повіті Васлуй в Румунії. Адміністративний центр комуни Ібенешть.
Село розташоване на відстані 248 км на північний схід від Бухареста, 28 км на південь від Васлуя, 84 км на південь від Ясс, 112 км на північ від Галаца.

## Населення
За даними перепису населення 2002 року у селі проживали 683 особи, усі — румуни. Усі жителі села рідною мовою назвали румунську.